# 合唱幻想曲 (ホルスト)
合唱幻想曲（英語: A Choral Fantasia）作品51 は、グスターヴ・ホルストが1930年に作曲した楽曲。テクストにはロバート・ブリッジズの『音楽への頌歌』（Ode to Music）から選択された韻文が用いられている。「協奏的」なオルガンパートを特徴としつつ、ソプラノ独唱、合唱、弦楽オーケストラ、金管楽器と打楽器が用いられる。

## 概要
本作はオルガニストのハーバート・サムションからの依頼により、スリー・クワイア・フェスティバルのために1930年に作曲された。サムションは「協奏的」なオルガンパートを加えることを希望していた。当初はオルガン協奏曲として本作の構想を練ったホルストであったが、後に考えを改め友人のロバート・ブリッジズによる詩文『音楽への頌歌』（Ode to Music）を用いることにした。この詩は元々1895年のヘンリー・パーセル没後200年に寄せて書かれたものだった。この詩は過去全ての芸術家のための一種のレクイエムのようなものだった。完成された楽曲はオルガン、金管楽器、打楽器、弦楽合奏、合唱にソプラノ独唱という珍しい編成となった。
曲の初演は1931年にグロスター大聖堂で行われたスリー・クワイア・フェスティバルにおいて、ドロシー・シルク（6年前に合唱交響曲の初演でも歌唱した、ホルストお気に入りのソプラノだった）の独唱、ホルスト自身の指揮によって行われた。アメリカ初演は1932年5月19日、アナーバーのヒル公会堂において毎年開催されるミシガン州の5月祭で行われた。作曲者自らの指揮によりシカゴ交響楽団、ミシガン大学の大学合唱連合、ソプラノのヘレン・ヴァン・ルーンが楽曲を披露した。

## 楽曲
曲はオルガンのための巨大なフォルティッシモの前奏曲で幕を開ける。これはフリギア旋法で書かれており、和音を導く。これを指して『オブザーバー』紙のある評論家は、よくあるような偏見丸出しの姿勢で次のように述べた。「新作の合唱幻想曲を6-4のト音とその下の嬰ハ音で開始するホルストは、これを受けるかそうでなければ置いていけと迫るかのようであるが、人はそれを置いていくのであった。」その和音に導かれたソプラノ（Man born of desire, cometh out of the night）がほとんど聞き取り不可能なオルガンの旋律の上に入ってくる。『エグドン・ヒース』や「土星」のような荒れ果てた雰囲気を持つ半音階的なフガートの箇所がこれに続き、続いてトランペット、トロンボーン、ティンパニが5/4拍子で凄みをもって上昇を果たすと、重要な、ホルストらしいオスティナートの音型を導入する。加わってくる合唱は賛歌風で、全音階の金管の伴奏に乗せて「Rejoice, ye dead where ere your spirits dwell」という歌詞を歌う。これに伴って再現される開始部のオルガンによる前奏曲で曲は頂点を迎える。音楽は続いてフガート部の再現となり、複数の予期されない和声進行と不協和音を経て進むと、痛ましい弦楽器の部分が現れ、ソプラノの再登場へと繋がっていく。ソプラノが消えていく弦楽器の伴奏に合わせて「Rejoice, ye dead」と歌い、諦めたかのような音を最後に曲は終わりを迎える。